# Structuurbodem
Structuurbodems komen voor in een periglaciaal milieu. Ze worden gekenmerkt door een bepaald patroon, zoals cirkels, polygonen of strepen en door een sortering van het materiaal, waarbij de stenen vooral geconcentreerd zijn in de randen van de polygonen. De afmetingen van de polygonen variëren van 0,1 tot 10 m.

## Rol van scheuren in de grond
Mogelijk is de aanwezigheid van scheuren in de grond bij de vorming van structuurbodems met gesorteerd materiaal bepalend geweest. Op deze plekken kan namelijk de vorst sneller in de grond dringen en zullen stenen in de richtingen van deze plekken ‘op’vriezen, waardoor plaatselijk een aanrijking met stenen plaats vindt. Op de stenenrijke plekken dringt de vorst, in een komend koud seizoen, sneller in de grond dan elders, zodat het vermelde proces voortgang vindt. Het uiteindelijke resultaat is de vorming van steenkransen om een wat hoger liggende kern. De stenen die in de kern opvriezen, zullen naar de rand afglijden.

## Langgerekte vormen
Bij een geringe terreinhelling komt de met water oververzadigde opdooilaag in beweging, waardoor de bovenvermelde cirkels en polygonen zich op de duur niet kunnen handhaven en via tussenvormen overgaan in steenstrepen die min of meer loodrecht op de hoogtelijn en verlopen.